# キングス・ハイウェイ駅 (BMTシー・ビーチ線)
キングス・ハイウェイ駅（英語: Kings Highway）はブルックリン区グレーブセンドのキングス・ハイウェイと西7丁目交差点に位置するニューヨーク市地下鉄BMTシー・ビーチ線の駅である。N系統が終日、W系統がラッシュ時に停車する。

## 駅構造
| G          | 地上階・駅舎               | 出入口 改札口、駅員詰所、メトロカード/OMNY自動販売機                                                               |
| P ホーム階 | 相対式ホーム、右側扉が開く | 相対式ホーム、右側扉が開く                                                                                         |
| P ホーム階 | 北行緩行線                 | ← アストリア-ディトマース・ブールバード駅ゆき（ベイ・パークウェイ駅）                                              |
| P ホーム階 | 北行急行線                 | ← 定期列車なし |
| P ホーム階 | 南行急行線                 | → 定期運行なし |
| P ホーム階 | 南行緩行線                 | → コニー・アイランド-スティルウェル・アベニュー駅ゆき（アベニューU駅）→ ラッシュ時：86丁目駅ゆき（アベニューU駅）→ |
| P ホーム階 | 相対式ホーム、右側扉が開く | |

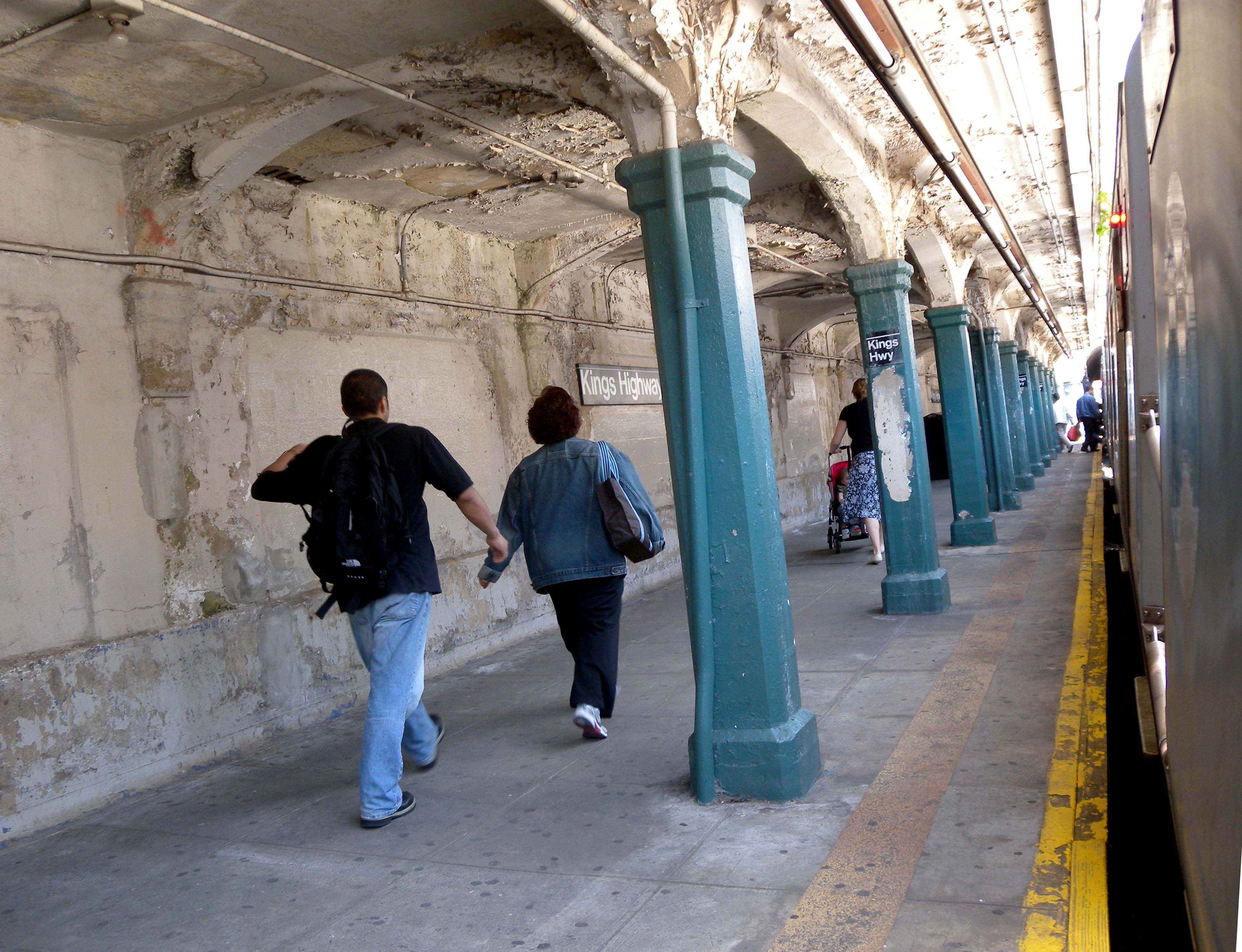
南行ホーム（改装前）

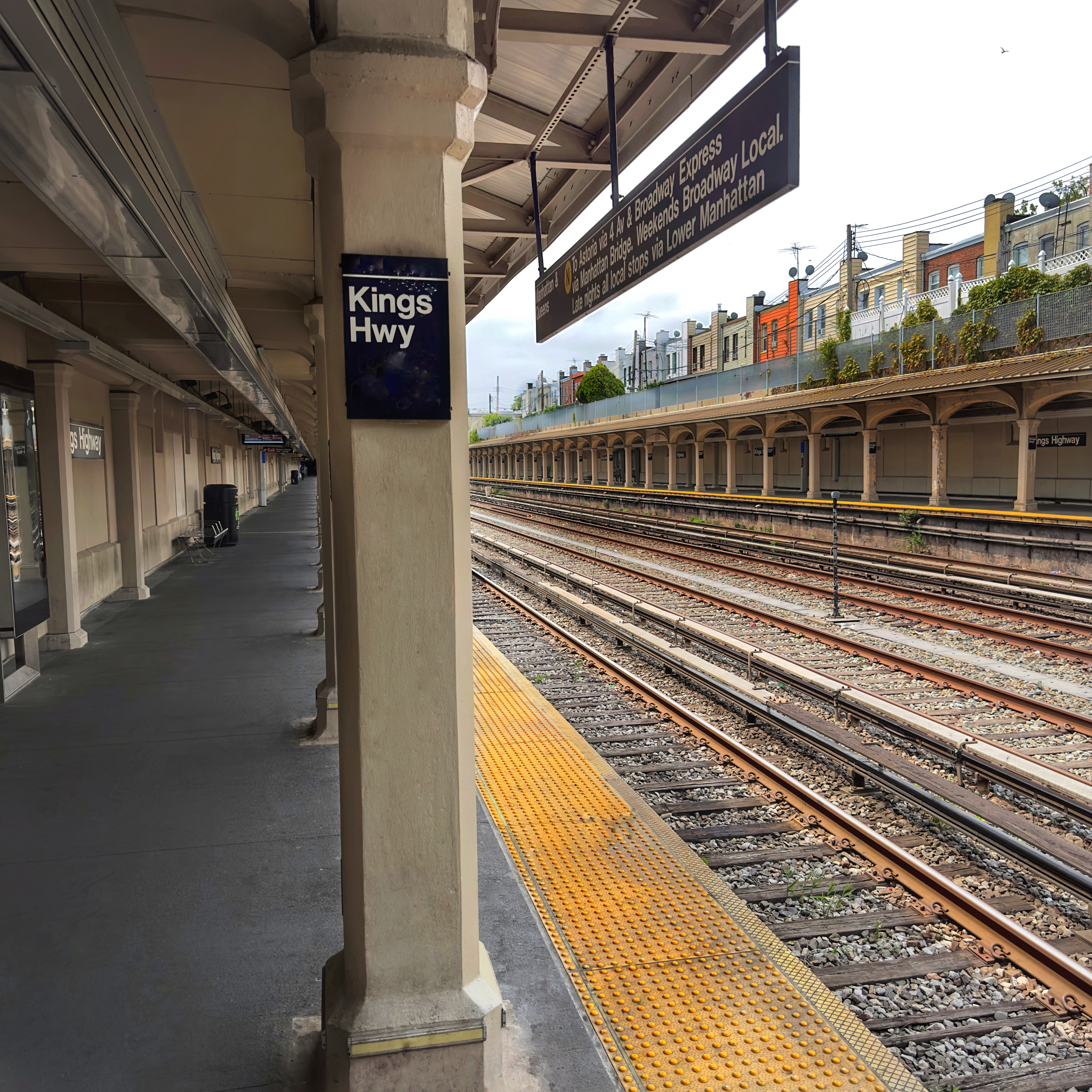
北行ホーム（改装後）

駅は1915年6月22日に開業、相対式ホーム2面4線の駅である。急行線は定期列車の運転がなく、緩行線のみ使用されている。駅の前後に渡り線があり緩急間の移動が可能であるほか、駅より北側で急行線は双方向のものになり8番街駅北側まで続く。
2016年から2018年にかけて駅は改装されている。2016年1月18日から翌2017年5月22日までマンハッタン方面ホームが、2017年7月31日から2018年10月29日までコニー・アイランド方面ホームが改装された。

### 出口
北側の改札からキングス・ハイウェイへ、南側の改札（無人）からはハイローン・アベニューへ出ることができる。